# Point Pleasant (Ohio)
Pour les articles homonymes, voir Point Pleasant.
Point Pleasant est une petite communauté non incorporée située dans le sud du comté de Clermont, dans l'Ohio aux États-Unis. Elle se trouve au bord de l'Ohio, à l'extrémité sud-ouest de l'État, à environ 40 km au sud-est de Cincinnati. L'U.S. Route 52 croise à Point Pleasant la State Route 232 (en).
Point Pleasant est le lieu de naissance du président Ulysses S. Grant. Le cottage à un étage où il est né a été emmené par barge dans une tournée à travers le pays puis par train jusqu'à Columbus où il a été exposé à l'Ohio State Fair (en). La maison a été ramenée à Point Pleasant en 1936, elle a été restaurée avec du mobilier d'époque et ouverte aux visites.